# Parcy-et-Tigny
Parcy-et-Tigny település Franciaországban, Aisne megyében. Lakosainak száma 247 fő (2022. január 1.). Parcy-et-Tigny Hartennes-et-Taux, Le Plessier-Huleu, Grand-Rozoy, Saint-Rémy-Blanzy, Vierzy és Villemontoire községekkel határos.

## Népesség
A település népességének változása:
| Lakosok száma | 245  | 210  | 243  | 243  | 250  | 253  | 256  | 258  | 255  | 247  |
|               | 1968 | 1982 | 1999 | 2006 | 2011 | 2015 | 2017 | 2018 | 2020 | 2022 |